# Phillips Auctioneers
Phillips Auctioneers (bis 2013: Phillips de Pury & Company) ist ein in London  beheimatetes Auktionshaus, spezialisiert auf Zeitgenössische Kunst, Fotografie, Design des 20. und 21. Jahrhunderts sowie Schmuck. Phillips unterhält Büros in New York City, Berlin, Paris, Los Angeles, Mailand, Moskau, Brüssel, Buenos Aires und Genf. Die Auktionen des Hauses werden in London, New York und Genf durchgeführt. Zudem bietet Phillips Privatverkäufe und Beratungsleistungen an, zum Beispiel beim Aufbau privater Kunstsammlungen.

## Geschichte
Das Auktionshaus wurde 1796 in London vom Jungunternehmer Harry Phillips gegründet. Phillips hatte zuvor Christie’s verlassen, nachdem James Christie ihm eine Erhöhung seines Gehaltes abgeschlagen hatte. Noch während seiner Zeit bei „Christie’s“ heiratete er Sarah Mitchell, mit der er drei Kinder hatte. Sein jüngster Sohn, William Augustus, sollte später das Unternehmen weiterführen.
Über die Herkunft von Harry Phillips ist nur wenig bekannt, auch nicht darüber, woher er seine guten Kontakte zur Aristokratie hatte. Bereits im Gründungsjahr gelang es ihm, zwölf Auktionen durchzuführen und namhafte Kunden von Christie’s für sein Haus zu gewinnen. Zudem führte er neue Methoden der Kundenbindung in seinem Haus ein, darunter aufwendige Empfänge am Vorabend einer Versteigerung – heute ein integraler Teil von Auktionen. Dank seines Geschäftsinns und geschickter Selbstdarstellung gewann Harry Phillips schnell das Vertrauen der britischen Aristokratie, unternehmerischer Erfolg stellte sich umgehend ein. Schnell gelang es ihm, Auktionen für herausragende Persönlichkeiten seiner Zeit durchzuführen, darunter Napoleon und Beau Brummel. Als Harry Phillips im Jahr 1840 verstarb, hinterließ er seinem Sohn William Augustus ein starkes, florierendes Unternehmen.
William änderte 1879 den Namen des Hauses zu „Messrs Phillips & Son.“ Bereits 1882 wurde dieser wiederum zu „Phillips, Son & Neale“, nachdem William seinen Stiefsohn Frederick zu einem Gesellschafter machte. Dieser Name wurde bis in die 1970er Jahre beibehalten, um schließlich wieder zum Ersten zurückzukehren und Auktionen als „Phillips“ unter der Eigentümerschaft von Christopher Weston and Christopher Hawkings durchzuführen. In den folgenden drei Jahrzehnten erarbeitete sich das Unternehmen einen Ruf als Ausbildungsstätte von Kunstexperten und Antiquitätenhändlern. Für viele Angestellte galt Phillips als Karrieresprungbrett, um später eine Anstellung bei Christie’s oder Sotheby’s zu erhalten, wo ein generell höherer Umsatz erzielt wurde und demnach eine Aussicht auf ein lukrativeres Einkommen bestand. Das führte dazu, dass Kunden es vorzogen, ihre wertvollsten Stücke bei Christie’s und Sotheby’s zu versteigern, da bekannt war, dass viele der besten Experten von Phillips bereits in diesen Häusern untergekommen waren. Dennoch gelang es Phillips vor allem im Bereich Antiquitäten einen exzellenten Ruf aufzubauen und diesen Markt neu zu beleben. 1999 verkaufte Christopher Weston seinen Mehrheitsanteil an die Beteiligungsgesellschaft 3i, die das operative Geschäft von Phillips profitabel machten und kurz darauf ihren Anteil für einen erheblichen Profit an LVMH Moët Hennessy Louis Vuitton veräußerten. LVMH ernannte die Kunsthändler Simon de Pury und Daniella Luxembourg zur Geschäftsführung, woraufhin eine Umbenennung des Unternehmens in Phillips, de Pury & Luxembourg erfolgte.
Nach einer Reihe von verlustreichen Geschäften übernahm Simon de Pury den Hauptanteil der Aktien des Unternehmens und grenzte das Geschäftsmodell ein. Das neu entstandene Unternehmen Phillips de Pury & Company ist nun hauptsächlich auf dem Feld der modernen Kunst und der zeitgenössischen Kunst tätig. Im Oktober 2008 wurde das Unternehmen von der russischen Investorengruppe Mercury gekauft, welche von Leonid Friedland und Leonid Strunin geführt wird. Um den Hauptteil der Aktien zu erstehen, musste Mercury eine geschätzte Summe von 60 Millionen US-Dollar aufbringen. Die Neuausrichtung und Spezialisierung des Geschäftsfeldes erwies sich als Erfolg, das Unternehmen operiert seither profitabel und befindet sich in einem stetigen Wachstum.
Chairman Simone de Pury trat am 21. Dezember 2012 zurück. Das Unternehmen kündigte an, ab Januar 2013 wieder zum früheren Namen Phillips zu wechseln.

## Geschäftsführung und Beratungsausschuss

### Geschäftsführer
- Michael McGinnis

### Beratungsausschuss
- Maria Bell
- Janna Bullock
- Lisa Eisner
- Lapo Elkann
- Ben Elliot
- Lady Elena Foster
- H.I.H. Francesca von Habsburg
- Marc Jacobs
- Ernest Mourmans
- Aby Rosen
- Christiane zu Salm
- Juergen Teller
- Gloria von Thurn und Taxis
- Jean-Michel Wilmotte
- Anita Zabludowicz